# Delta Columbae
Delta Columbae (δ Columbae, δ Col) è la terza stella più luminosa della costellazione della Colomba. La sua magnitudine apparente è 3,85, e dista 234 anni luce dal sistema solare.

## Osservazione
Si tratta di una stella situata nell'emisfero celeste australe. La sua posizione moderatamente australe fa sì che questa stella sia osservabile specialmente dall'emisfero sud, in cui si mostra alta nel cielo nella fascia temperata; dall'emisfero boreale la sua osservazione risulta invece più penalizzata, specialmente al di fuori della sua fascia tropicale, e risulta invisibile più a nord della latitudine 57° N. Essendo di magnitudine 3,85, la si può osservare anche dai piccoli centri urbani senza difficoltà, sebbene un cielo non eccessivamente inquinato sia maggiormente indicato per la sua individuazione.

## Caratteristiche fisiche
δ Columbae è una stella gigante brillante gialla, di classe spettrale G7II, 150 volte più luminosa e 16 volte più grande del Sole. Con una massa circa tripla rispetto a quella del Sole ed un'età attorno ai 330 milioni di anni, è già giunta nella parte finale della sua esistenza; ora, terminato l'idrogeno interno, nel suo nucleo sta fondendo l'elio in carbonio e ossigeno.
La gigante ha una compagna spettroscopica posta ad una distanza media di 2,9 UA, che le ruota attorno in 2,38 anni. L'eccentricità orbitale è elevata, e la distanza tra le due stelle varia da 0,9 a 4,9 UA. Questa componente è una stella relativamente simile al Sole, di classe spettrale G8 o G9 e con una massa 0,9 volte quella solare. Nonostante la somiglianza con la nostra stella, un eventuale pianeta non potrebbe comunque ospitare acqua liquida in superficie, e di conseguenza la vita, in quanto essa è troppo vicina alla stella principale, che sarebbe vista nel cielo dell'eventuale pianeta orbitante attorno alla secondaria con un diametro di ben 5 gradi quando si trova al periastro.